# 朱鼐鐮
灵丘王朱鼐镰（16世纪—？），灵丘端懿王朱聪滆玄孙，灵丘长子朱俊格曾孙，灵丘长孙朱充熼孙，灵丘曾长孙朱廷址子。
朱俊格、朱充熼都在朱聪滆生前去世，嘉靖三十一年（1552年）五月，朱廷址也去世。嘉靖三十四年（1555年），朱鼐镰被特封为灵丘玄长孙，以示荣宠。闰十一月，朱聪滆去世。明世宗敕朱鼐镰管理府事。
嘉靖四十年（1561年）十月，世宗遣永康侯徐喬松等為正使，太常寺少卿謝敏行等為副使，持節冊封朱鼐镰为灵丘王，監生王汝愚之女為靈丘王妃。朱鼐镰为中国历史上唯一从高祖父处继承王位者。
嘉靖四十二年（1563年）四月，因朱鼐镰所请，朱俊格、朱充熼、朱廷址分别被追封为灵丘康悼王、悼懿王、怀僖王。
奉国将军朱聪渊和长子镇国中尉朱俊檥、次子朱俊蚞因争夺财产，都向朱鼐鐮互相告发彼此的不法行为。朱鼐鐮向朱俊檥索贿不果，对他用刑相逼，朱俊檥出言冒犯，朱鼐鐮怒而命人将其扑杀。朱聪渊和另一个儿子朱俊𪁻等想告发朱鼐鐮。朱俊蚞素来凶狡，设计诱朱鼐鐮入府，打死朱鼐鐮的中官王成，称之为一命抵一命。明穆宗得知后，命巡按调查覆奏得知实情。隆庆三年（1569年）三月，朱鼐鐮因虐刑致死尊長，免死發閑宅禁住，降為庶人；朱俊蚞同降為庶人；朱聪淵奪祿半年，朱俊𪁻等夺禄三月。
朱鼐鐮被废后，灵丘国除。隆庆四年（1570年）正月，以朱鼐鐮弟鎮國中尉朱鼐鈇管理府事，减校尉三分之二。